# Joan Nomofílac
Joan Nomofílac (en llatí Joannes Nomophylax) fou un jurista romà d'Orient que rebia el nom del seu ofici, nomofílac, un magistrat o persona d'alta autoritat que controlava a altres magistrats.
Es diu d'ell que era un escoliasta de la Basilica, però segurament va ser un jurista que va veure inclosos els seus escolis en aquella obra.
Assemani pensa que hauria viscut vers el 1100, sota l'emperador Aleix I Comnè però William Smith el situa al segle vi al final del regnat de Justinià I (mort el 565). És repetidament esmentat a la Basílica.